# Прая-ду-Рибатежу
Прая-ду-Рибатежу (порт. Praia do Ribatejo)  —  населённый пункт и район в Португалии,  входит в округ Сантарен. Является составной частью муниципалитета  Вила-Нова-да-Баркинья. По старому административному делению входил в провинцию Рибатежу. Входит в экономико-статистический  субрегион Медиу-Тежу, который входит в Центральный регион. Население составляет 2087 человек на 2001 год. Занимает площадь 20,24 км².